# Valentin le Désossé

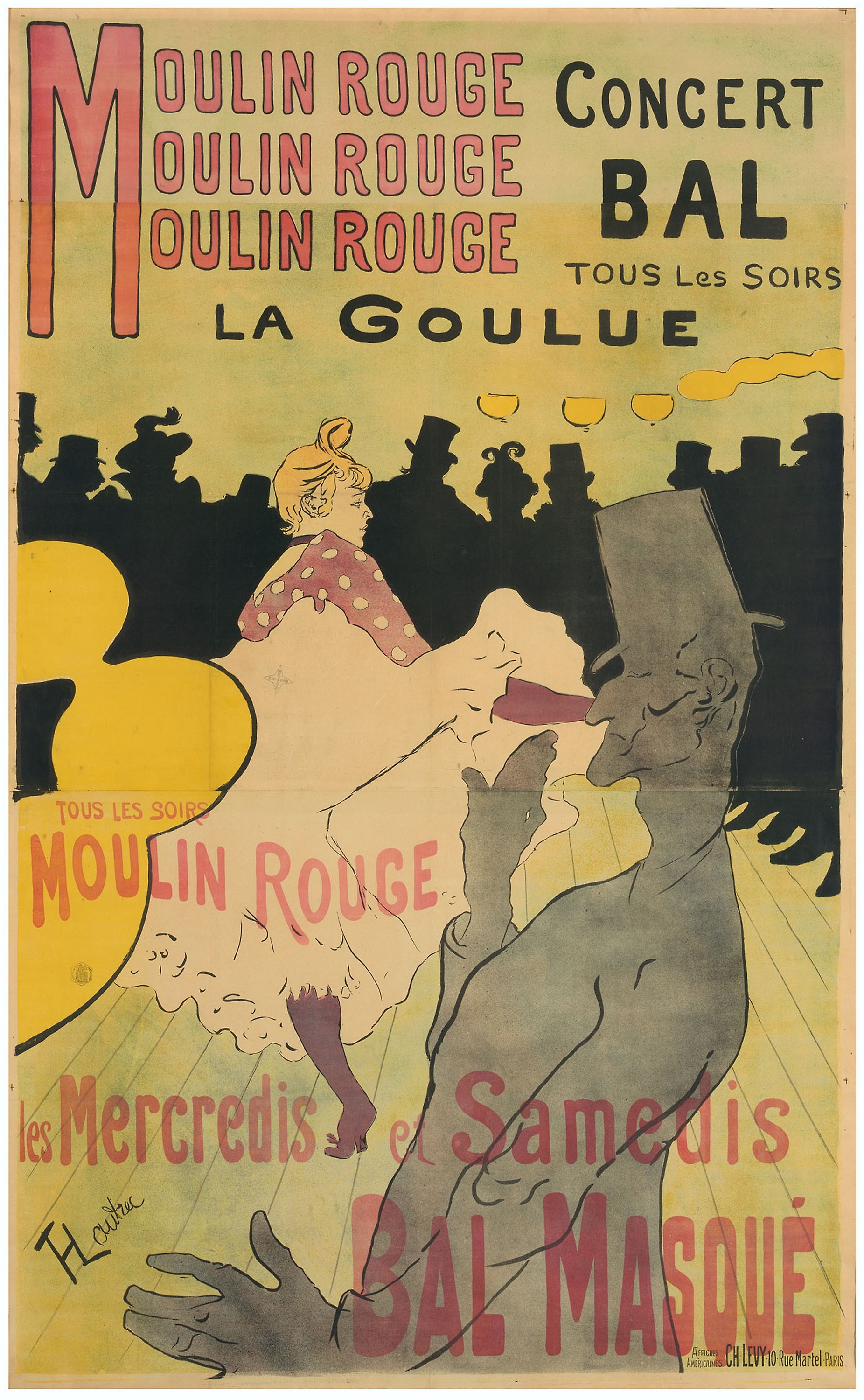
Toulouse-Lautrec: Moulin Rouge (1891). Plakat.

Etienne Renaudin (* 26. Februar 1843 in Sceaux, Hauts-de-Seine; † 4. März 1907 in Paris), besser bekannt unter seinem Künstlernamen Valentin le Désossé (Valentin der Knochenlose), war ein gefeierter Akrobat und Tänzer des Pariser Cancan-Milieus. 
Der Sohn eines Rechtsanwaltes ließ sich zunächst als Weinhändler in der rue Coquillière im Hallenviertel nieder, wurde nach einem Enteignungsverfahren Mitarbeiter im Notariat seines Bruders und lebte schließlich von der Vermietung mehrerer Wohnungen (rue de la Motte-Piquet).
Renaudin war ein leidenschaftlicher Tänzer. Am Tag führte er das Leben eines angesehenen Bürgers, am Abend zog es ihn quer durch Paris in die Tanzsäle von Montparnasse und Montmartre. Zu seinem Vergnügen trat er als Schlangenmann im Tivoli Vauxhall auf und wirkte als „Ballettmeister“ im Valentino im Bal Mabille und im Elysée-Montmartre. 

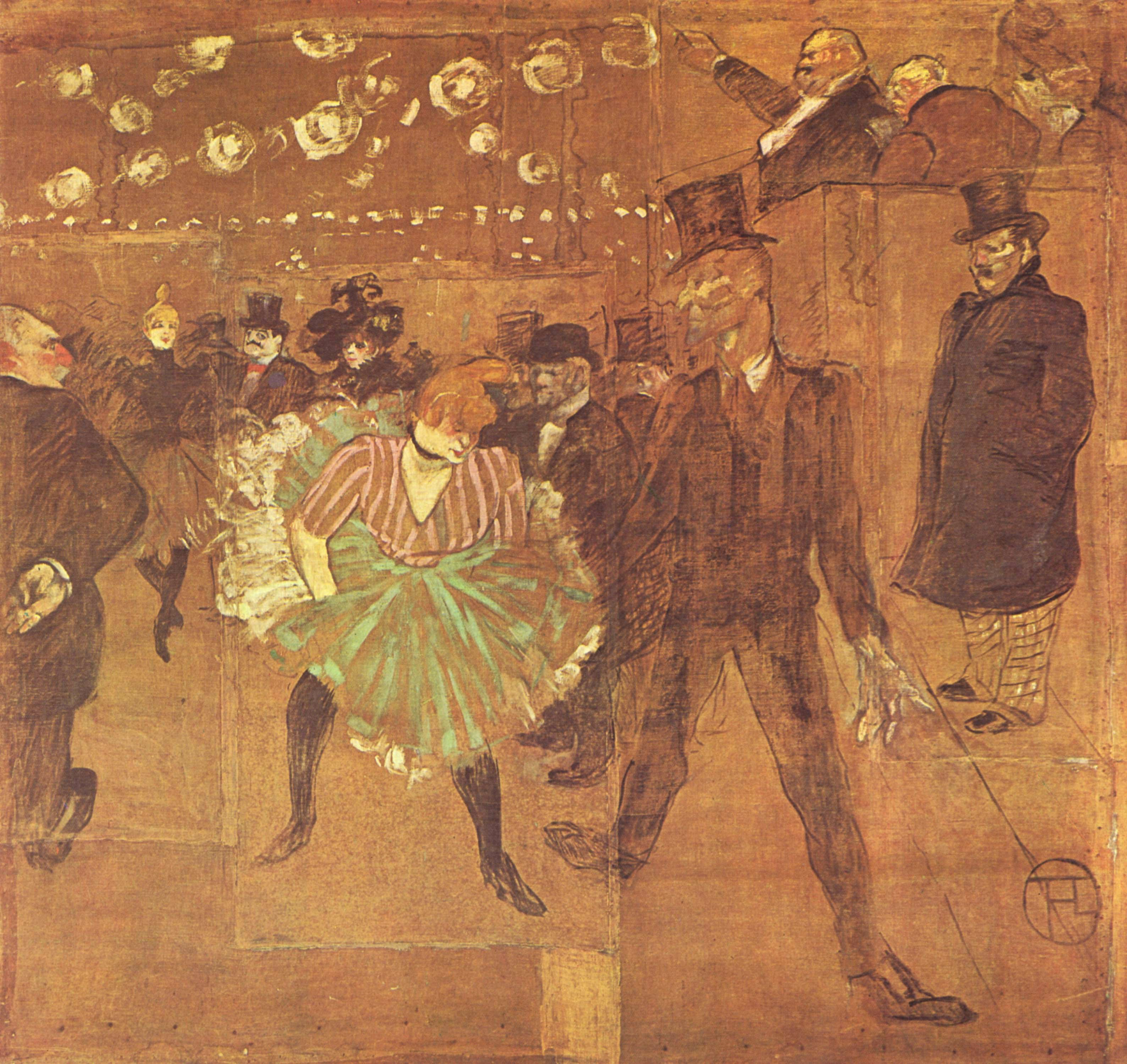
Toulouse-Lautrec: Ball im Moulin Rouge (1895). La Goulue und Valentin le Désossé

Im Bal Bullier am Montparnasse schloss er Bekanntschaft mit der über zwanzig Jahre jüngeren Cancan-Tänzerin La Goulue. An ihrer Seite umjubelte ihn das Publikum in dem zur Weltausstellung von 1889 eröffneten Bal du Moulin Rouge. Henri de Toulouse-Lautrec porträtierte das Tanzpaar mehrmals, unter anderem im Jahr 1895 für das berühmte Plakat des Moulin Rouge. Der sehr magere und große Künstler erweckte in seinem schwarzen Gehrock und mit seinem zerbeulten Zylinderhut den Anschein eines ausgehungerten Künstlers, den man wegen seines Äußeren hätte belächeln können. Doch im Moulin-Rouge trugen die Quadrille-Tänzerinnen den inzwischen über 50-Jährigen Abend für Abend triumphierend über die Bühne.
Darüber hinaus war er ein begeisterter Reiter, dem Toulouse-Lautrec oftmals am frühen Morgen im Bois de Boulogne begegnete.